# Telecom 2C
Telecom 2C – satelita telekomunikacyjny, należący do publicznego francuskiego operatora telekomunikacyjnego France Télécom. Został wyniesiony na orbitę 6 grudnia 1995.
Masa startowa satelity wynosiła 2283 kg, natomiast masa bez paliwa 1360 kg. 
Satelita znajduje się na orbicie geostacjonarnej (nad równikiem). Początkowo pracował na pozycji 1,1°E, w latach 1996–1999 znajdował się na pozycji 3°E. Od roku 2002 Telecom 2C jest nieaktywny.